# حوش عرب
حوش عرب (به عربی: حوش عرب) یک روستا در سوریه است که در استان ریف دمشق واقع شده‌است. حوش عرب ۲٬۰۷۳ نفر جمعیت دارد.